# Lutter (Lachte)
Die Lutter ist ein rund 26 Kilometer langer, naturnaher Heidebach am Ostrand des Naturparks Südheide, ein Nebengewässer der Lachte. Ihre Quelle befindet sich nahe der B 191 nördlich von Weyhausen im Landkreis Celle.

## Geographie

### Verlauf
Die Lutter fließt überwiegend in südlicher Richtung, nimmt von links den Ahrbeck auf und erreicht zunächst Marwede. Auf ihrem weiteren Weg in südlicher Richtung erreicht die Lutter Bargfeld. Hier fließt von links das Schmalwasser zu. Hinter Bargfeld mündet der weitgehend kanalisierte Köttelbeck ein. Die Lutter fließt dann in südwestlicher Richtung an Eldingen vorbei, durch dessen Ortsteil Luttern und mündet nördlich von Jarnsen bei Lachendorf in die Lachte. Die Lutter übertrifft die Lachte hier an Wasserführung und Länge, stellt hydrologisch also den Hauptstrang des Flusssystems der Lachte dar.

### Nebenflüsse

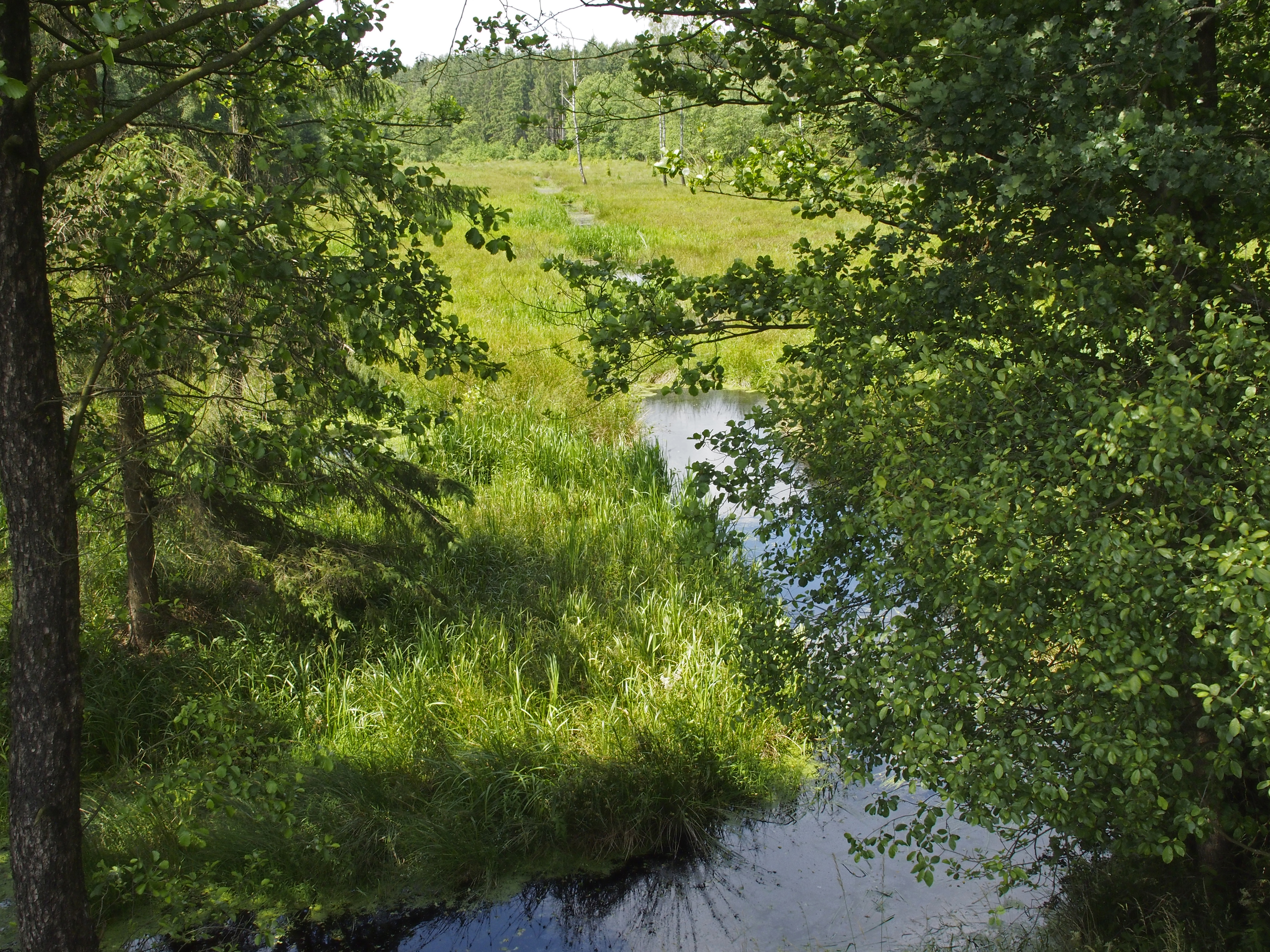
Quellgebiet der Lutter bei Weyhausen
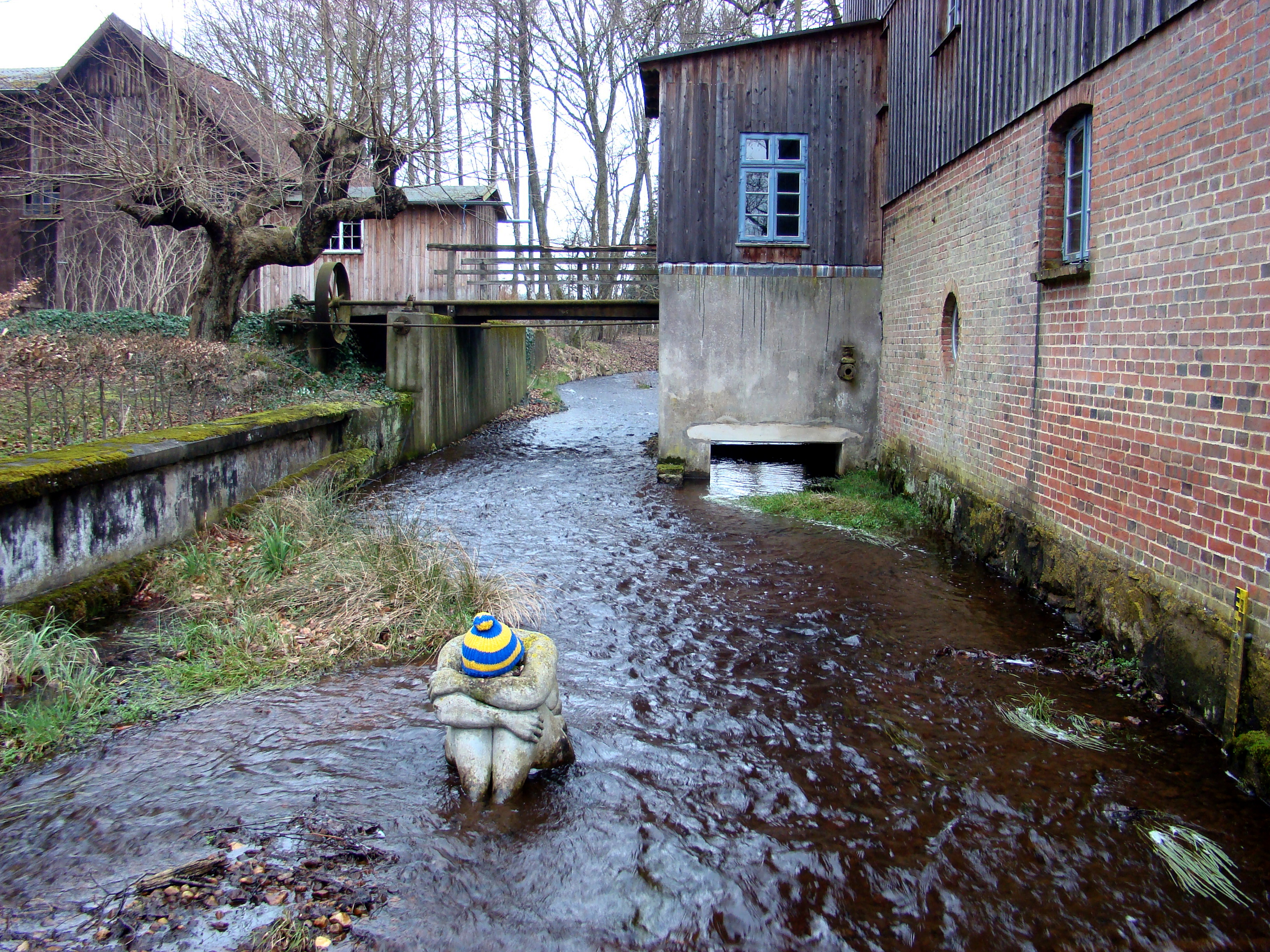
Ehemalige Wassermühle an der Lutter in Marwede, mit Steinskulptur “Die Heide aus Lüneburg” von Petra Förster

## Nutzung des Gewässers
In Marwede befindet sich eine ehemalige Wassermühle, die erstmals 1438 an diesem Ort erwähnt wird. Etwa von 1687 bis 1954 betrieb die Müllerfamilie Wolfhagen diese Mühle. Es wurde hier eine Getreidemühle, eine Sägemühle und eine Ölmühle mit Kollergang durch Wasserkraft angetrieben. Im Jahre 1796 zerstörte ein Brand die Gebäude. 1906 wurden die Wasserräder durch eine Turbine ersetzt. In den 1960er Jahren wurde die Mühle stillgelegt. Sie steht heute unter Denkmalschutz.
Seit dem Erwerb der Mühle in Eldingen, im Rahmen des Naturschutzgroßprojektes Lutter im Jahre 1992, wird der Mühlenteich nicht mehr abgelassen. Damit kommt in den unterhalb liegenden Verlauf kein Feinsediment mehr in die Lutter. Im Jahre 2000 wurde auch die Staustufe entfernt und die Turbine ausgebaut. Die Mühle verlor ihr Staurecht. Die ökologische Durchlässigkeit der Lutter wurde so wiederhergestellt und damit eine Voraussetzung für die erfolgreiche Entwicklung des Naturschutzprojektes geschaffen.

## Schutzgebiete
Praktisch die komplette Talung der Lutter sowie die von Schmalwasser, Köttelbeck und einigen anderen Nebenbächen stehen unter Naturschutz und bilden das 2435,3 Hektar große Naturschutzgebiet Lutter. Dieses ist Teil des insgesamt 5113 ha großen FFH-Gebietes „Lutter, Lachte, Aschau (mit einigen Nebenbächen)“ und grenzt mit der Mündung der Lutter an das Naturschutzgebiet Lachte.
Der Lauf der Lutter liegt, am Unterlauf randständig, im Naturpark Südheide, was jedoch nicht auf das komplette Naturschutzgebiet zutrifft.

### Fauna und Flora

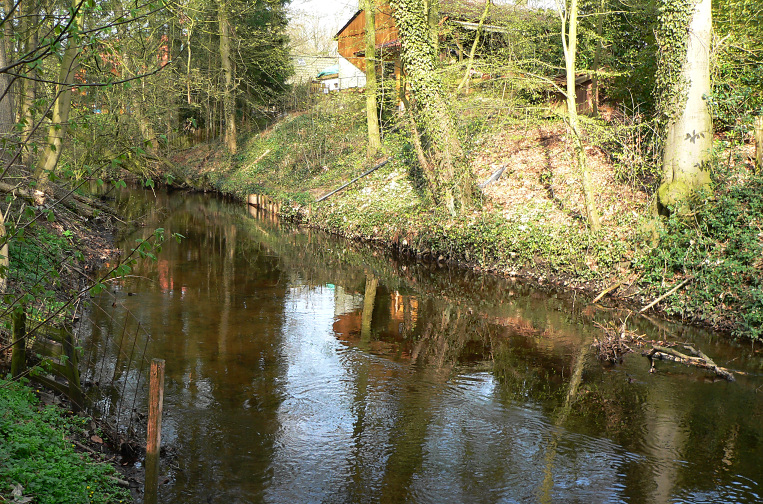
Lutter in Luttern

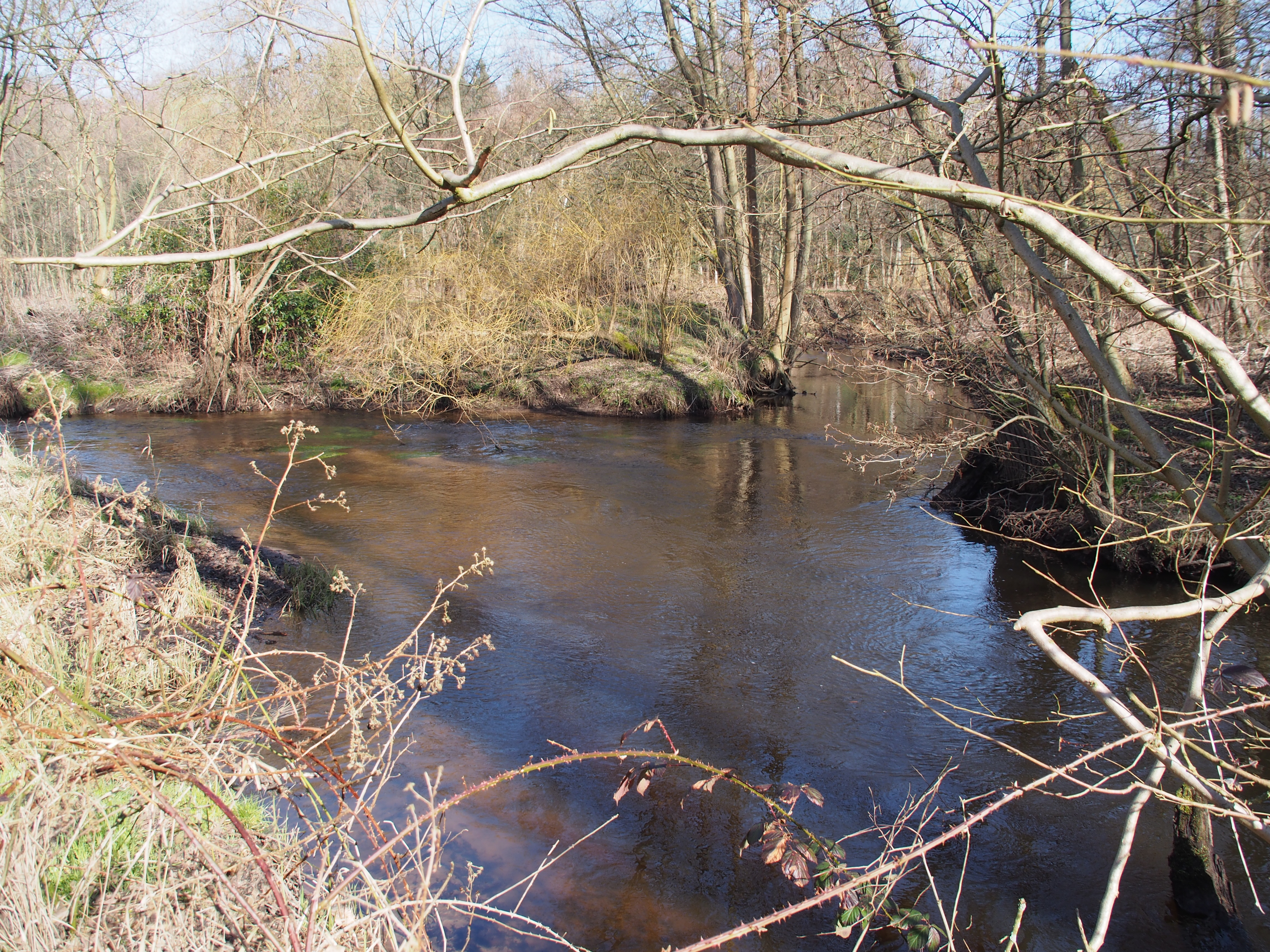
Mündung der Lutter (links) in die Lachte nördlich von Jarnsen

Das Gebiet ist als naturnaher Bereich der Südheide für den Naturschutz von ganz besonderer Bedeutung. Nicht nur die Bäche selbst als Lebensraum von Fischen und Fischotter, sondern auch angrenzende Auen- und Bruchwälder, Moore, Sümpfe und Quellbereiche, in denen Vogelarten wie Schwarzstorch, Seeadler, Kranich, Eisvogel und seltene Fließgewässerlibellen, wie u. a. die vom Aussterben bedrohte Scharlachlibelle und der stark gefährdete Kleine Blaupfeil heimisch sind.
Über 160 gefährdete Tier- und Pflanzenarten leben an und in diesen Heidebächen. Besonders bedeutsam ist hier eines der letzten Vorkommen der Flussperlmuschel (Margaritifera margaritifera). Diese stellen besonders hohe Ansprüche an die Qualität ihres Lebensraumes. Durch ein Naturschutzgroßprojekt wurden Erfolge bei der Erhaltung der Flussperlmuschel erzielt. Der Bestand verzeichnet hier, als einziger in ganz Europa, eine positive Entwicklung. In ersten Versuchen wurden 1985 in der Lutter gefangene Bachforellen mit Flussperlmuschel-Larven infiziert und in den Bach zurückgesetzt. Diese ersten Maßnahmen blieben allerdings zunächst ohne Erfolg. Die Ursache lag in der unnatürlich hohen Sandfracht der Lutter, was man allerdings erst später feststellte und im Rahmen des Naturschutzprojektes beseitigte. Die wissenschaftliche Begründung durch Buddensiek (1991) und die Bestätigung in der Praxis durch Abendroth (1993) brachte den Durchbruch. Im Jahr 2008 wurden wieder mehr als 12.000 Muscheln nachgewiesen (in den 1930er Jahren lebten in Lachte und Lutter noch etwa 50.000 Exemplare).
Bestandsentwicklung der Flussperlmuschel in der Lutter
| Jahr | Anzahl Muscheln |  | Jahr | Anzahl Muscheln |
| ---- | --------------- |  | ---- | --------------- |
| 1982 | ca. 2.700       |  | 2003 | ca. 4.100       |
| 1992 | ca. 2.200       |  | 2004 | ca. 5.800       |
| 1994 | ca. 1.800       |  | 2005 | ca. 6.000       |
| 2000 | ca. 2.700       |  | 2006 | ca. 7.300       |
| 2001 | ca. 2.900       |  | 2007 | ca. 8.800       |
| 2002 | ca. 3.800       |  | 2008 | ca. 12.200      |

## Naturschutzgroßprojekt

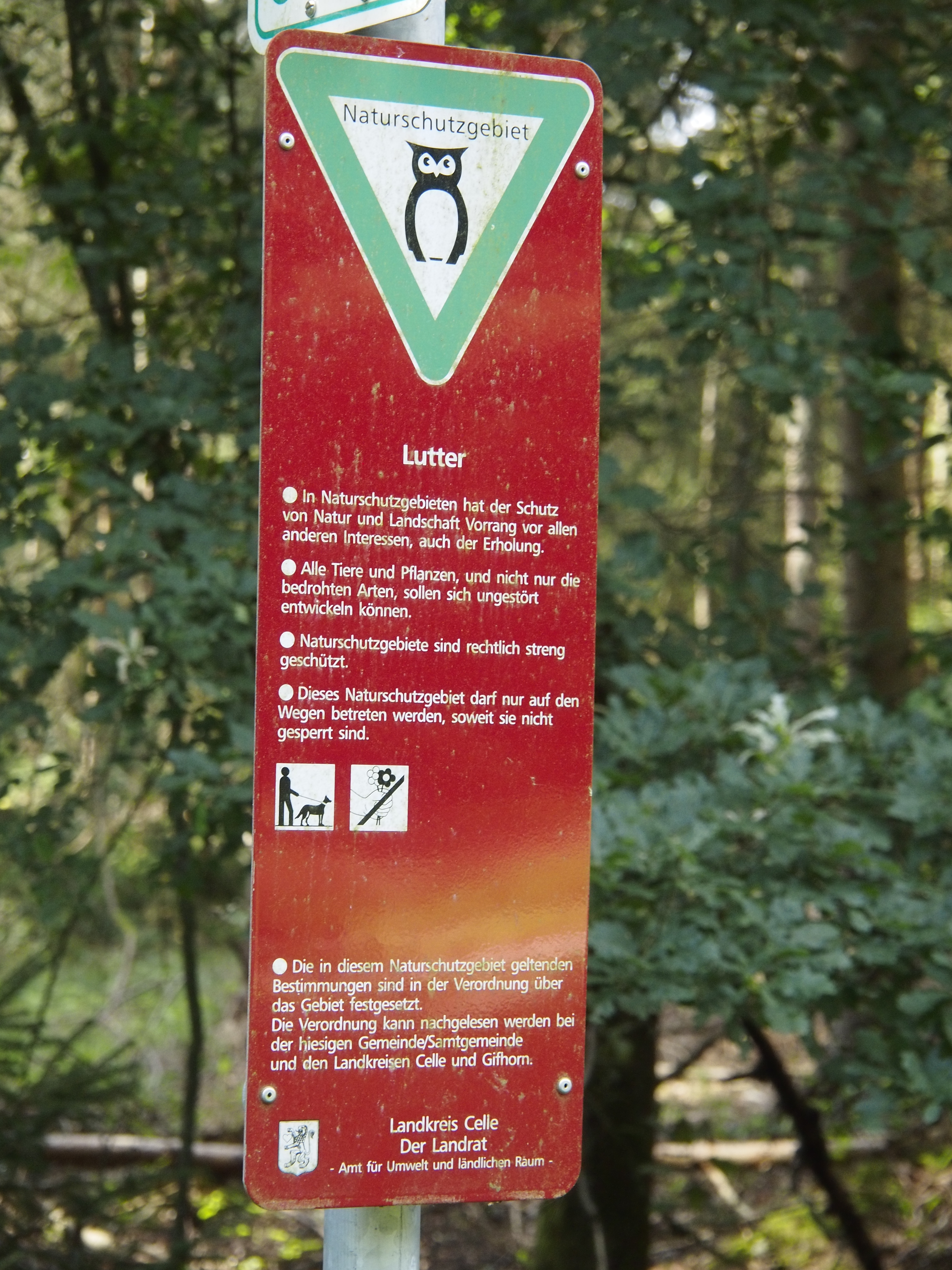
Hinweisschild Naturschutzgebiet Lutter

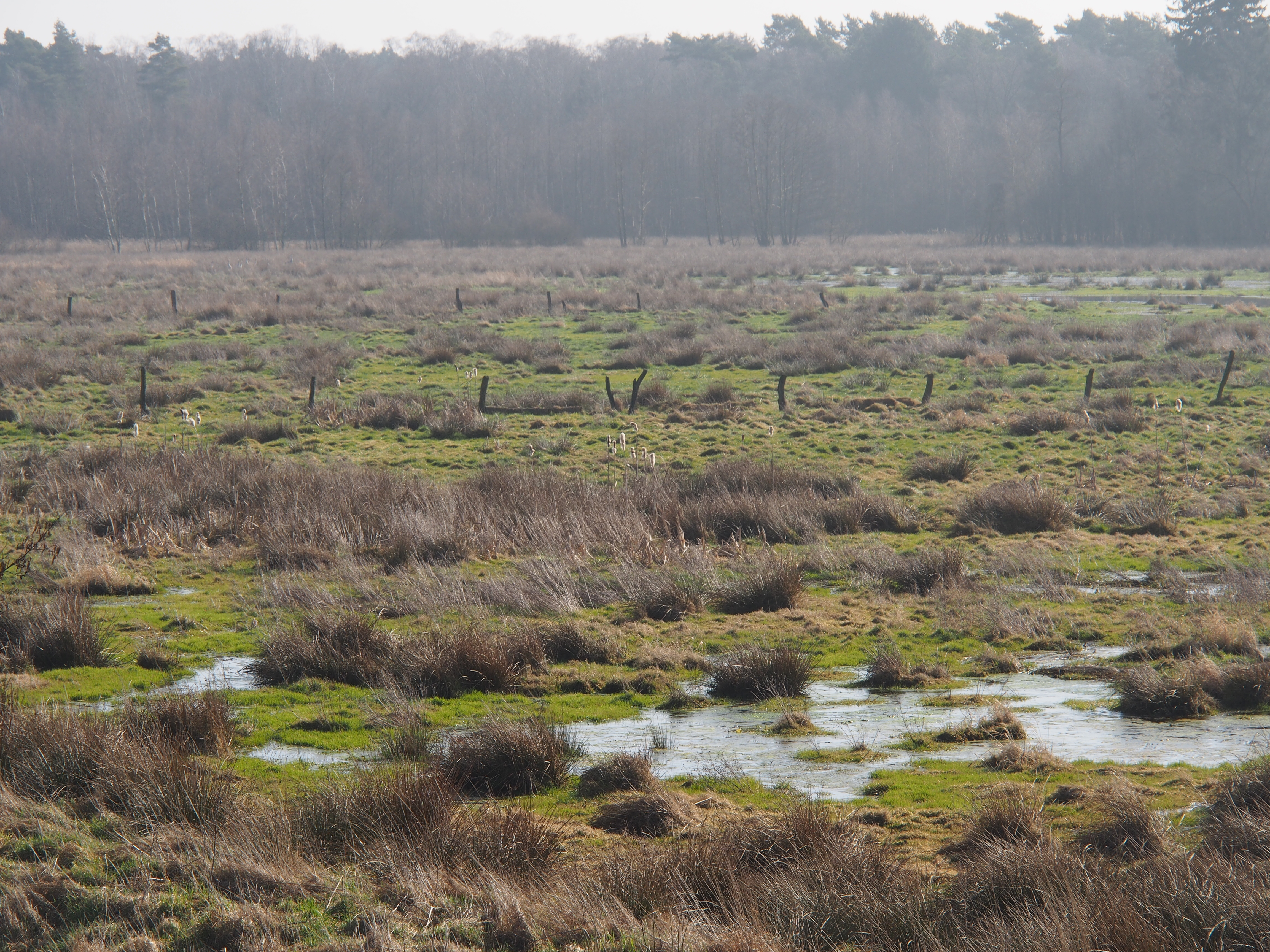
Das Postmoor bei Bargfeld im Naturschutzgebiet Lutter

Das Bundesamt für Naturschutz, das Land Niedersachsen sowie die Landkreise Celle und Gifhorn förderten das Naturschutzgroßprojekt „Lutter“ von 1989 bis 2006 finanziell mit 16,5 Millionen Euro. Der Bund trug hierbei 75 %, das Land Niedersachsen 15 % und die Landkreise Celle und Gifhorn 10 % der Kosten. An wichtigsten Maßnahmen wurden durchgeführt:
- Ankauf fast sämtlicher Talauen, Nebenbäche und Moorgebiete, aus denen Wasser in die Lutter gelangt,
- Wiedervernässung der Moore,
- Ausstattung der Gräben mit Sandfängen,
- Kauf der Staurechte von Mühlenwehren und Abbau der Wehre,
- Bau von Sohlgleiten an den noch vorhandenen Wehren,
- Mühlenteiche werden nicht mehr abgelassen.

## Name
Der Name Lutter ist niederdeutsch und verwandt mit dem Appellativ „lauter“, das im Mittelhochdeutschen für lauter, hell, rein, sauber steht. Lutter ist ein häufiger Fluss- oder Bachname, kommt aber auch in abgeleiteten Ortsnamen vor. Das gleichbedeutende lauter ist in festen Ausdrücken noch erhalten (z. B. ein „lauterer Charakter“).